# کپیتال لاتین
کپیتال لاتین (انگلیسی: Capitol Latin) که در گذشته به نام ئی‌ام‌آی لاتین (EMI Latin) نام داشت، یک نام تجاری از یونیورسال میوزیک لاتین انترتینمنت است که بخشی از گروه موسیقی یونیورسال است. کپیتال لاتین پیش تر یکی از شرکت‌های تابعه ئی‌ام‌آی بود.